# 众仲
众仲（？—？），姬姓，众氏，世称众仲，中国春秋時期鲁国政治人物，鲁孝公的孙子，公子益师的儿子。鲁隐公四年（前719年），鲁隐公问众仲卫国州吁之事，众仲说州吁众叛亲离，不能成事。鲁隐公五年（前718年）九月，鲁隐公祭祀仲子，众仲说明了天子用八佾舞，诸侯用六佾舞，大夫四佾舞，士二佾舞的事。鲁隐公八年（前715年），众仲在无骇去世后，解释说明了诸侯和卿大夫姓氏的起源。